# 洛陽龍門駅
洛陽龍門駅（らくようりゅうもんえき）は中華人民共和国河南省洛陽市洛龍区龍門鎮に位置する中国鉄路総公司鄭州鉄路局が管轄する駅である。

## 所属路線
- 中国鉄路総公司
  - 鄭西客運専用線

## 駅構造
単式ホーム1面、島式ホーム2面を持つ高架駅である。7本の線路があり、そのうち2本は本線で5本は着発線である。

## 歴史
- 2008年12月9日 - 洛陽南駅として建設開始した[1]。
- 2009年12月15日 - 洛陽南駅から洛陽龍門駅に正式改名した[2]。
- 2010年2月6日 - 開業した[3][4]。

## 隣の駅
中国鉄路総公司
鄭西客運専用線
鞏義南駅 - 洛陽龍門駅 - 澠池南駅